# Dyckia bracteata
Dyckia bracteata là một loài thực vật có hoa trong họ Bromeliaceae. Loài này được (Wittm.) Mez mô tả khoa học đầu tiên năm 1894.